# Vila Góis

Vila Góis é um dos bairros do município brasileiro de Anápolis, no estado de Goiás. É um dos mais antigos bairros da cidade, com boa estrutura e apresenta uma excelente qualidade de vida.  Além disso, é um bairro de alto valor imobiliário por seu caráter residencial e por sua proximidade ao centro da cidade de Anápolis. O bairro conta com escolas de 1o. e 2o. graus além do maior hospital público municipal da cidade - Hospital Municipal Jamel Cecílio - bem como um dos únicos hospitais especializados em queimaduras na Região Centro-Oeste do Brasil - Hospital de Queimaduras de Anápolis. Em junho de 2011 o Bairro possuia 3.795 eleitores.
A Praça Cônego Trindade, localizada no bairro é uma praça pequena, porém muito aconchegante tendo sido reformulada completamente no ano de 2011 e, agora, conta com um belo conjunto de cascatas e confortável iluminação.

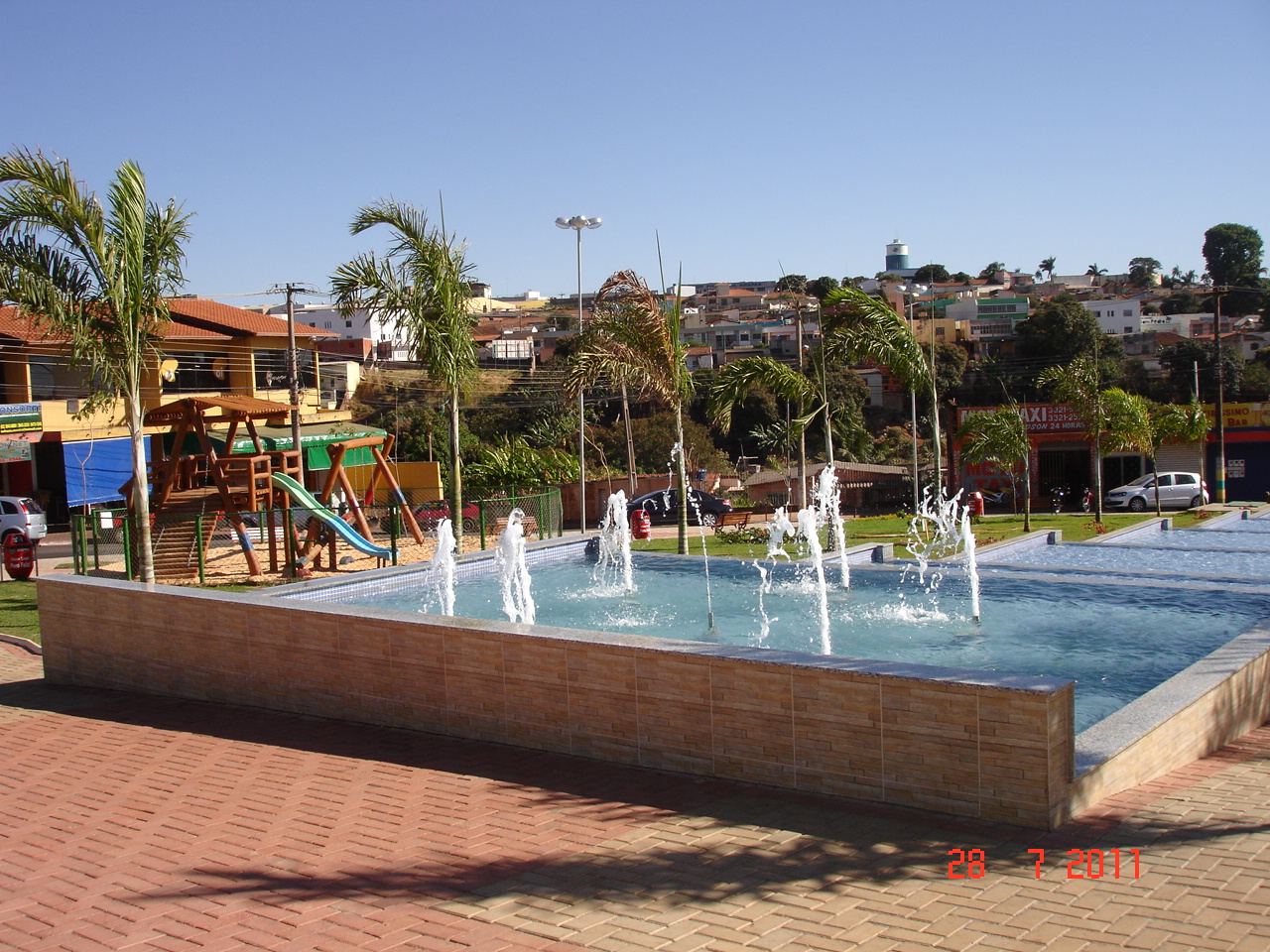
Vista lateral.
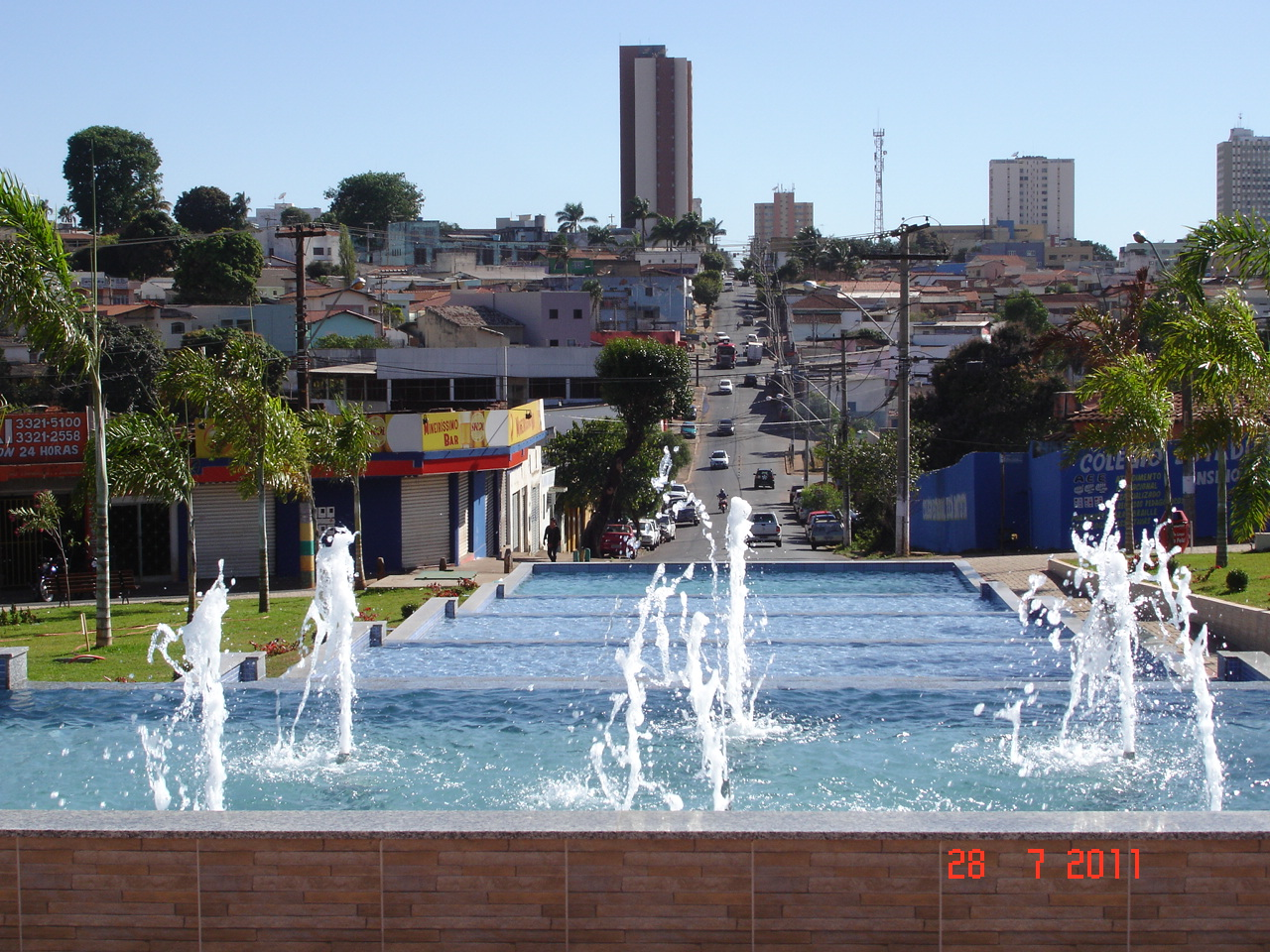
Vista do centro da cidade.
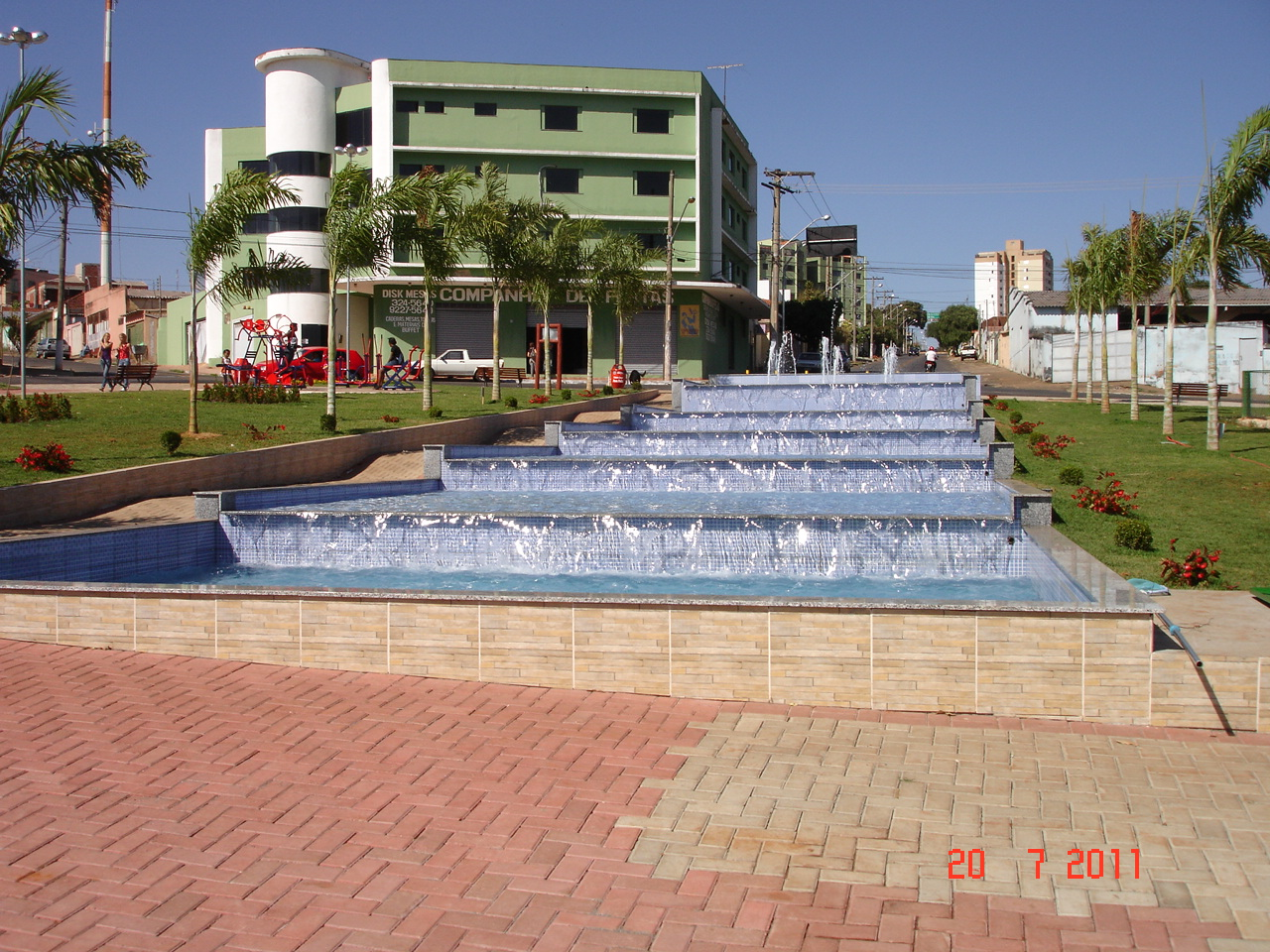
Vista anterior.
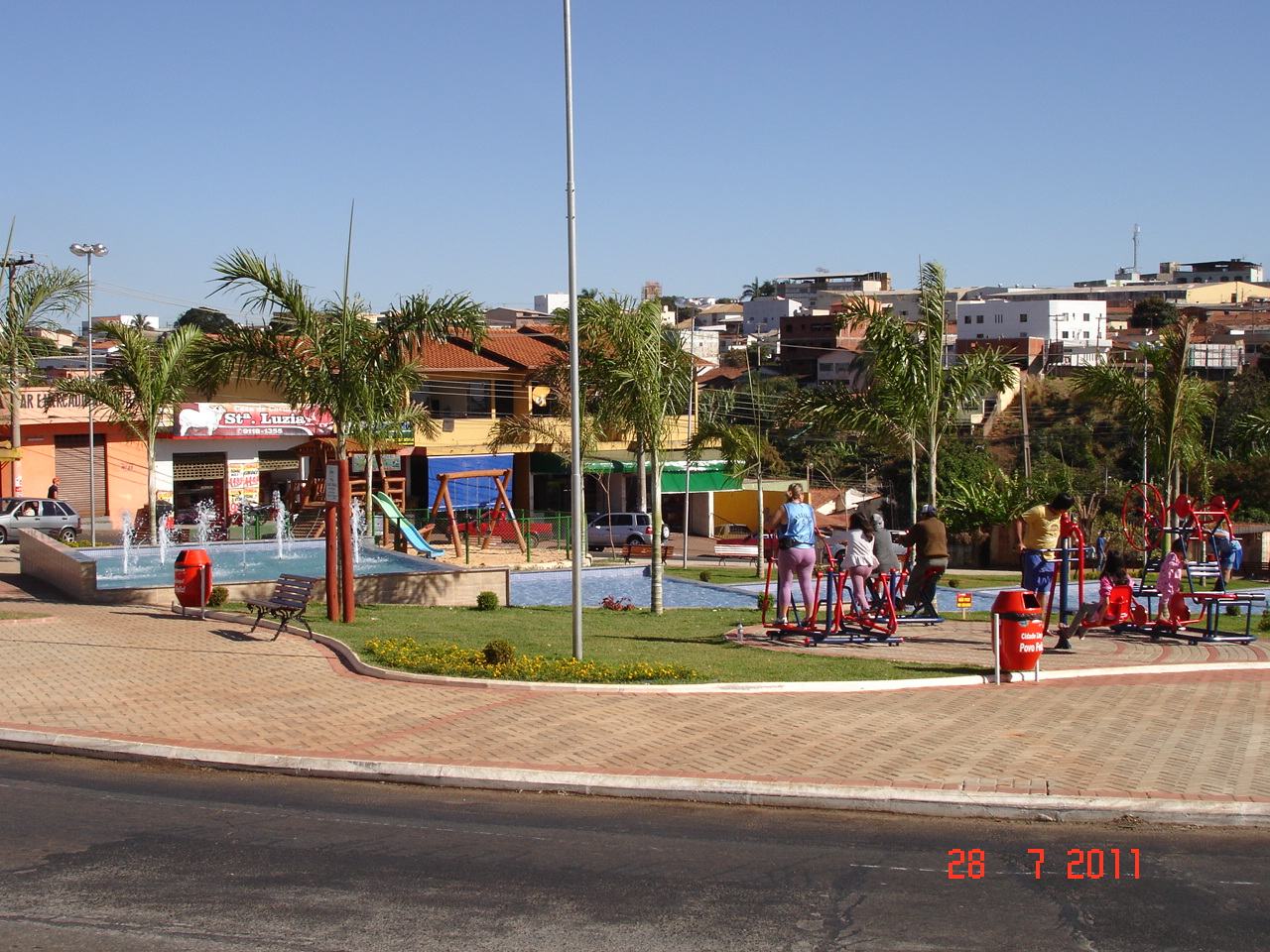
Vista lateral.

Em 11 de maio de 2011 foram finalizadas as obras de revitalização e reestilização da praça, uma das principais do bairro Vila Góis. Nesta repaginação da praça valorizou-se aspectos paisagísticos e de lazer (playground infantil e aparelhos de ginástica para atender a terceira idade). A nova iluminação da praça oferece um visual mais aconchegante e mais seguro. Esta revitalização deu à Praça Cônego Trindade características que valorizam também o elemento água, sendo que no local foi construída uma cascata, em forma de escadaria, que conta com uma fonte luminosa dando aspecto moderno ao espaço.

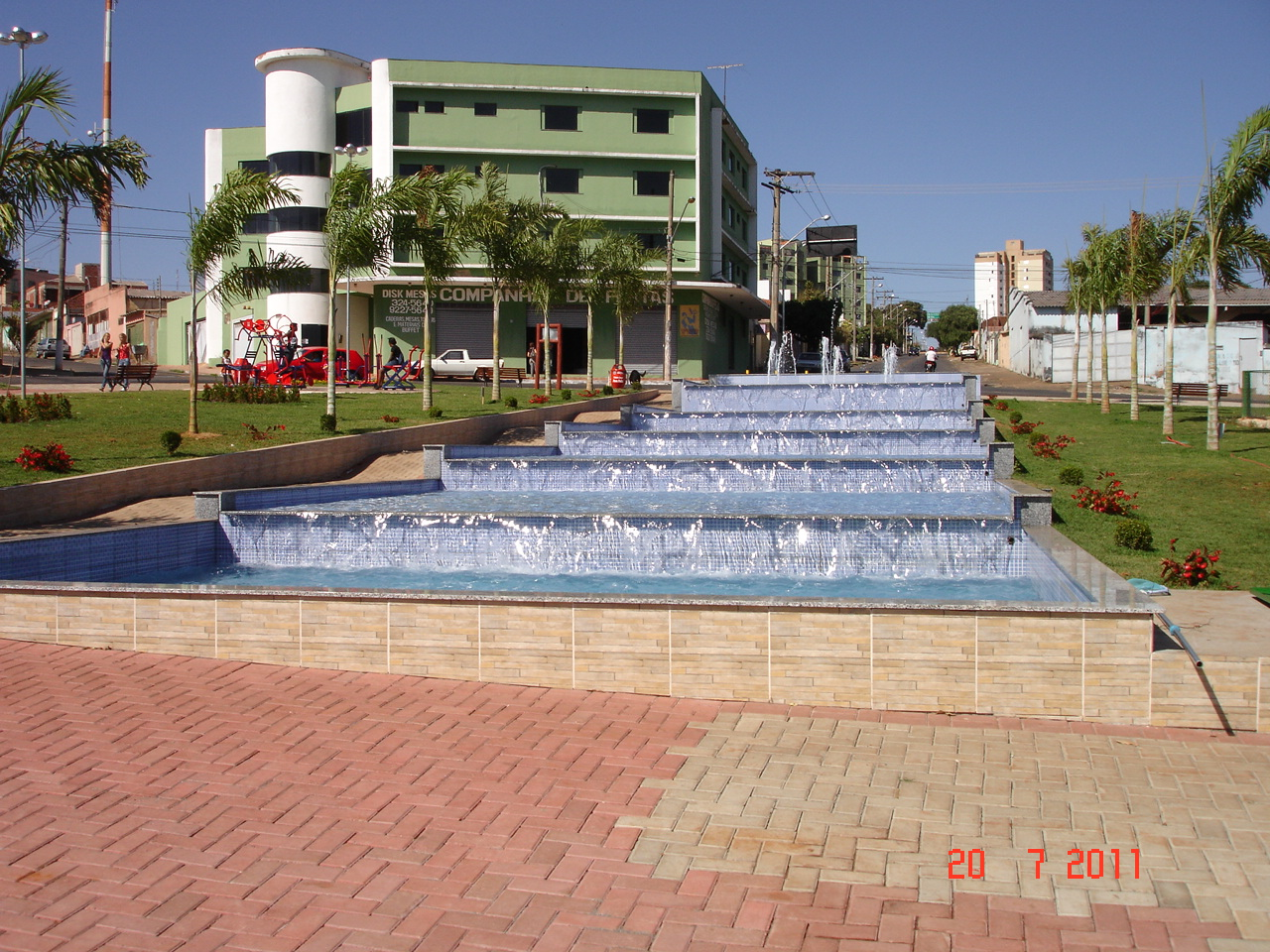
Praça Cônego Trindade.

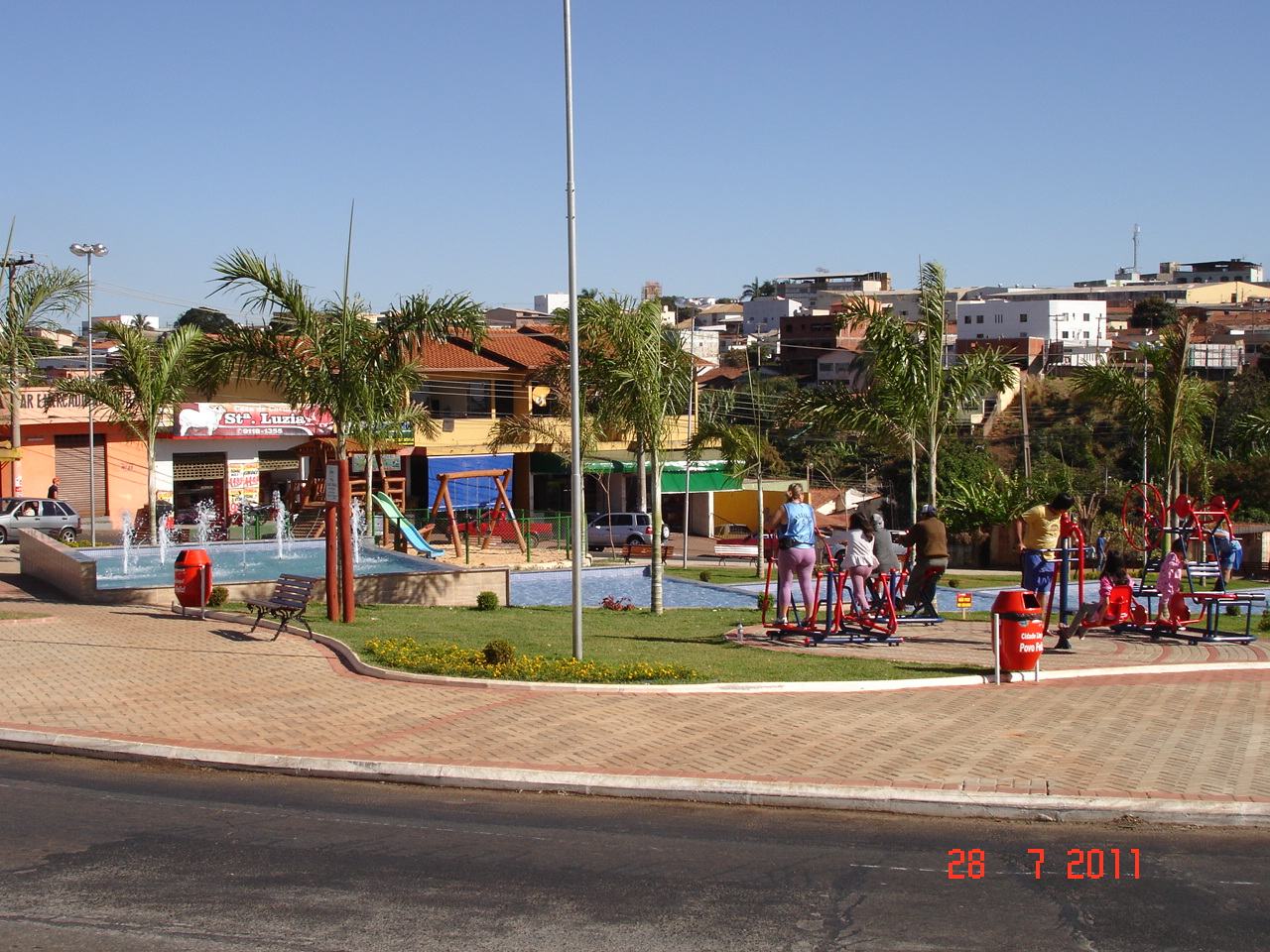
Praça Cônego Trindade.